# TN J1338-1942
TN J1338−1942 ist eine Radiogalaxie bei z = 4,1. Sie war die erste Radiogalaxie mit einer Rotverschiebung größer als z = 4, die am Südhimmel entdeckt wurde und zählt zu den hellsten Lyα-Emittern ihrer Art. Bei TN J1338−1942 handelt es sich wahrscheinlich um das größte und hellste Objekt eines in den frühesten Stadien der Entwicklung befindlichen Galaxienhaufens. Die Galaxie wurde am Paranal-Observatorium in Chile entdeckt.